# Letecká přehlídka

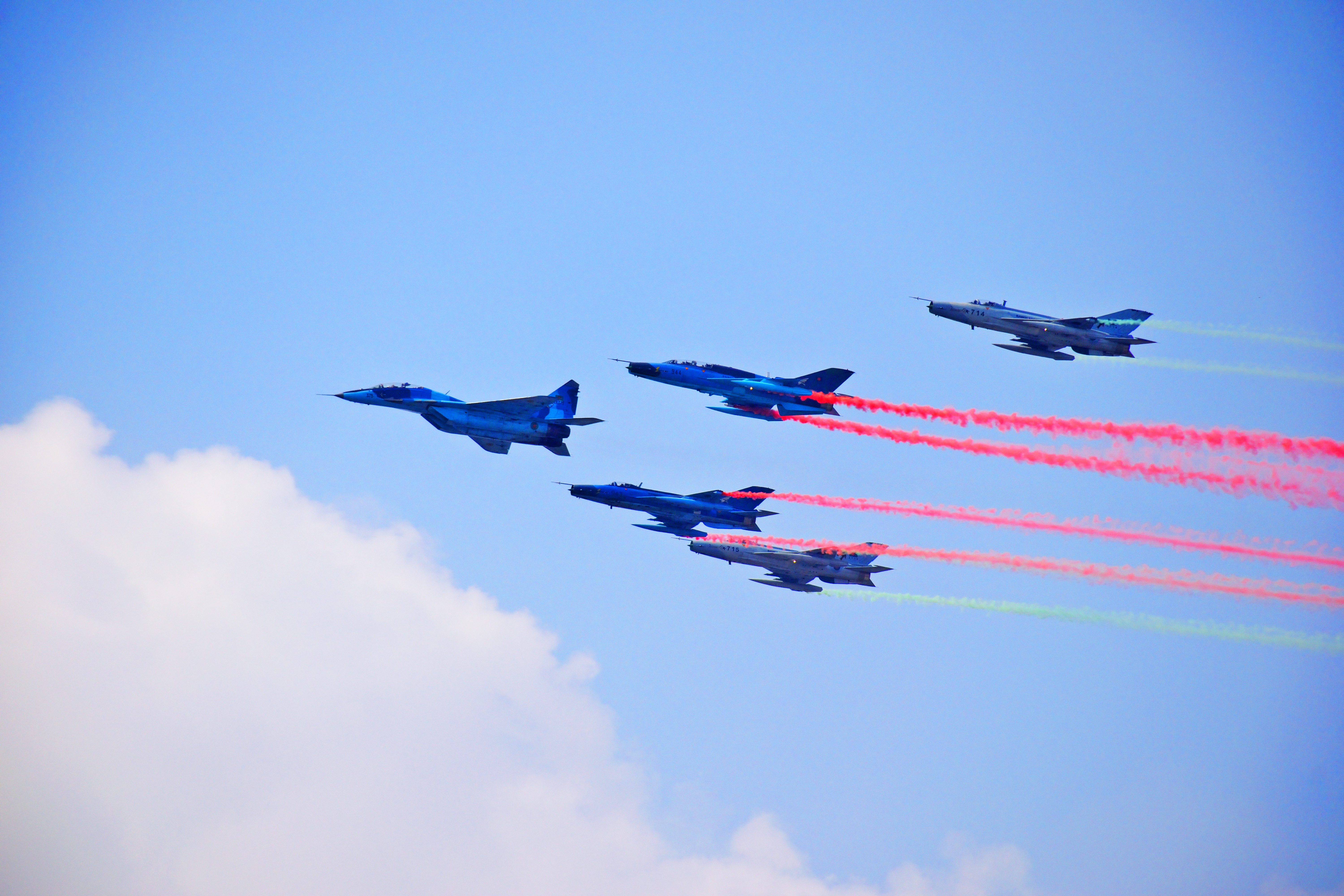
Letecká přehlídka Bangladéšského letectva v roce 2017

Letecká přehlídka je veřejná událost, během které se předvádí letecké schopnosti různých letadel, vrtulníků nebo jiných vzdušných strojů. Cílem přehlídky je představit různé typy letadel, a to jak civilní, tak vojenské. Přehlídky mohou zahrnovat mimo jiné ukázky akrobatických letů, simulace vojenských operací, ukázky historických letadel.
Letecké přehlídky bývají pořádány během specializovaných festivalů nebo svátků, jako jsou národní oslavy nebo výročí. Kromě leteckých ukázek bývá součástí programu také vystavení letadel na zemi, k prezentaci jejich konstrukce a vybavení.